# Gustaf Mauritz Armfelt
Gustaf Mauritz Armfelt (em russo: Густав Мориц Армфельт) (Marttila, Finlândia Própria, 31 de março de 1757 — Tsarskoye Selo, Rússia, 19 de agosto de 1814) foi um cortesão e diplomata finlandês e sueco. Na Finlândia é considerado um dos grandes estadistas finlandeses. Nascido em Tarvasjoki, Finlândia era bisneto do general de Carlos XII da Suécia, Carl Gustaf Armfeldt. Foi de extrema importância seu conselho dado ao tsar do Império Russo, Alexandre I para que fosse criado o Grão-Ducado da Finlândia como um estado autônomo, mas ligado à Rússia sob uma união pessoal.

## Carreira
Em 1774, Armfelt se tornou aspirante da guarda, mas seu comportamento frívolo envolvendo um duelo provocou o descontentamento de Gustavo III da Suécia. Como consequência, Armfelt achou prudente ir para o exterior em 1778. Posteriormente, porém, em 1780, Armfelt se encontrou com o rei novamente em Spa na Bélgica e desfez totalmente a má impressão deixada com a sua amabilidade natural, inteligência e qualidades sociais. Daí em diante, sua sorte mudou. Inicialmente, foi nomeado maitre des plaisirs da corte sueca, mas não demorou muito para que assuntos mais sérios lhe fossem confiados. Participou das negociações com Catarina II da Rússia em 1783, e, durante a Guerra Russo-Sueca de 1788-1790, foi um dos mais confiáveis e ativos conselheiros do rei.
Demonstrou ser de grande valor no campo de batalha durante este período. Em 1788, quando os dinamarqueses inesperadamente invadiram a Suécia e ameaçaram Gotemburgo, Armfelt organizou um exército recrutado na Dalarna sob o comando do rei e saíram vitoriosos. Armfelt permaneceu totalmente fiel ao rei Gustavo quando quase toda a nobreza sueca se afastou dele. Distinguiu-se nas últimas fases da Guerra russo-sueca, tornando-se mais tarde o plenipotenciário sueco que negociou o fim da guerra, com o Tratado de Värälä em agosto de 1790. Armfelt foi gravemente ferido na batalha de Savitaipale em junho de 1790. Durante o reinado de Gustavo III, sua influência foi fundamental na Suécia.

## Diplomacia
Em seu leito de morte, em 1792, o rei Gustavo III pediu que Armfelt cuidasse de seu filho recém-nascido e o nomeou para o Conselho Privado, a fim de que pudesse assessorar o novo regente, o irmão mais novo do rei, Carlos. Armfelt foi também nomeado Supremo-governador de Estocolmo, mas o novo regente era firmemente anti-gustaviano e enviou Armfelt para servir como embaixador sueco em Nápoles, a fim de livrar-se dele. De Nápoles, Armfelt deu início às comunicações secretas com Catarina II, argumentando que ela deveria introduzir, por meio de uma intervenção militar, uma mudança no governo sueco em favor dos gustavianos. A trama, porém, foi descoberta por espiões do regente, que imediatamente enviou um navio de guerra sueco para Nápoles com ordens para prendê-lo. Com a ajuda da exilada britânica Rainha Carolina, ele conseguiu escapar. Fugiu para a Rússia na esperança de integrar o Exército Imperial, mas ficou detido em Kaluga, de 1794 até 1797. Em sua terra natal, foi condenado à morte como traidor e seus bens confiscados. Sua amante, Magdalena Rudenschöld, foi julgada por cumplicidade e ridicularizada na Praça Riddarhus antes de ser enviada presa por dois anos, em Estocolmo.

## Serviço militar
Quando Gustavo IV Adolfo da Suécia atingiu a maioridade, Armfelt foi completamente reabilitado e nomeado embaixador sueco em Viena em 1802, mas foi obrigado a deixar o cargo dois anos mais tarde por atacar fortemente a atitude do governo austríaco com relação a Napoleão Bonaparte. De 1805 a 1807, foi o comandante-em-chefe das forças suecas no Pomerânia, onde mostrou grande habilidade e evitou a conquista do ducado pelo maior tempo possível. Em seu retorno para casa, foi nomeado comandante-em-chefe da fronteira norueguesa, onde era sufocado nas suas funções por um fluxo constante de "ordens, contraordens e desordens de seu mestre.

## No serviço russo

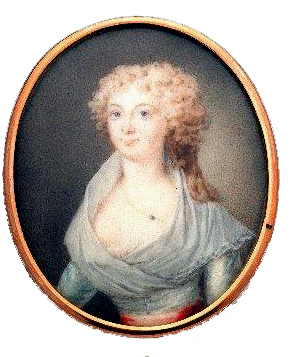
A condessa Magdalena Rudenschöld (1766-1823)

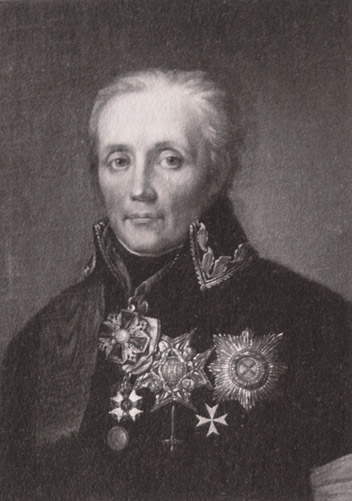
Armfelt em 1809.

Armfelt era totalmente contra os revolucionários que em 1809 tiraram do trono Gustavo IV e exilaram sua família. Era o mais corajoso dos apoiadores do rei deposto e resolveu então seguir para a Finlândia, que havia sido cedida à Rússia. Nomeado para altos cargos do governo sueco, sua partida foi adiada com o propósito de dar tempo a seus inimigos para que pudessem se reunir e assinar um decreto expulsando Armfelt como sendo um conspirador em 1811. Em 31 de março, visitou o embaixador da Rússia em Estocolmo e jurou-lhe fidelidade. No dia seguinte, foi deportado da Suécia.
A posição de Armfelt melhorou muito na Rússia. Depois de depor Speransky exerceu quase tanta influência sobre o Imperador  Alexandre I como Czartoryski. Ele contribuiu mais do que ninguém a independência finlandesa com seu plano para virar o Grão-Ducado da Finlândia em um autônomo  estado dentro do Império Russo. Ele também ganhou mais de Alexander para a ideia de unir a Noruega com a Suécia.
A posição de Armfelt melhorou muito na Rússia. Depois da saída do governo de Mikhail Speransky ele exerceu quase tanta influência sobre o Imperador Alexandre I quanto Czartoryski. Contribuiu mais do que ninguém para a independência finlandesa com seu plano para tornar o Grão-Ducado da Finlândia em um Estado autônomo dentro do Império Russo. Ele também incutiu em Alexandre a ideia de unir a Noruega com a Suécia.
Armfelt, que tinha sido chanceler da Academia Real de Turku de 1791 a 1792, foi nomeado chanceler da nova Academia Imperial de Turku em 1812. Ocupou o cargo por dois anos. Em 1812, o Imperador agradecido concedeu-lhe o título de conde. Serviu como Ministro de Estado Secretário da Finlândia, o mais alto representante do Grão-Ducado, em São Petersburgo (1812-1814). Foi também por um curto período Governador-Geral da Finlândia em 1813.
Morreu em Tsarskoe Selo, perto de São Petersburgo em 19 de agosto de 1814.

## Ideais
Juntamente com Georg Magnus Sprengtporten, Armfelt é considerado como um dos pais da independência finlandesa. Devido a sua impopularidade entre a nobreza sueca anti-gustaviana e o fato de que ele tinha "virado russo", Armfelt é até os dias de hoje um personagem bastante misterioso e geralmente desconhecido da história da Suécia.
O esquecimento de quem foi Armfelt e de suas realizações persistiu por mais de um século na Suécia e, apenas recentemente é que uma leve abordagem positiva sobre Armfelt surgiu naquele país. Na Finlândia, ele sempre foi altamente considerado como um grande patriota e estadista.
Porque Armfelt optou por permanecer fiel à Finlândia e ao seu povo, em vez de seu anterior governante, ele foi rotulado como traidor na Suécia e condenado à morte por traição. A população sueca não podia aceitar naqueles tempos a perda da Finlândia, que fazia parte do reino por mais de seiscentos anos. Seu ressentimento foi ainda maior pelo fato de que a província tinha sido perdida para o arqui-inimigo da Suécia, a Rússia. A sentença de morte de Armfelt, porém, não tinha qualquer efeito fora da Suécia, e nunca houve uma tentativa sueca para recapturar a Finlândia. Os políticos apenas esboçaram uma reação a fim de obterem a simpatia dos nobres e da população. Em 1812 a Suécia fez uma aliança com a Rússia, e a sentença de morte foi anulada.

## Família
Armfelt casou em 1785 com a condessa Hedvig Ulrika De la Gardie (1761–1832), filha do conde Carl Julius De la Gardie e da condessa Magdalena Christina Stenbock.
Eles tiveram oito filhos:
1. Maria Magdalena Catharina Augusta Armfelt, (1786–1845), condessa
2. Gustaf Fredrik Armfelt, (1788–1789).
3. Carl Armfelt, nasceu e morreu em 1788.
4. Magnus Armfelt, nasceu e morreu em 1788.
5. Gustav Magnus Armfelt, (1792–1856), major-general, conde
6. Alexander Armfelt, (1794–1876), capitão, Ministro Secretário de Estado finlandês, Conselheiro Privado, conde[4]
7. Constantin Armfelt, (1796–1797).
8. Carl Magnus Wilhelm Armfelt, (1797–1878).

De um relacionamento com a atriz Mademoiselle L'Eclair em Paris, Armfelt teve o filho ilegítimo Maurice L'Eclair (1780-1841).
De um relacionamento com a princesa Wilhelmine von Sagan, Armfelt tinha a filha ilegítima Adelaide Gustava Aspasie (Vava) Armfelt (1801-1881).
Maurice recebeu o título de cavaleiro em 1816 na Suécia como Mauritz Clairfelt e tornou-se um general, Vava foi adotada 1812 pela família Armfelt.